# Springzaadveldkers
Springzaadveldkers (Cardamine impatiens) is een tweejarige plant uit de kruisbloemenfamilie (Brassicaceae).

## Beschrijving

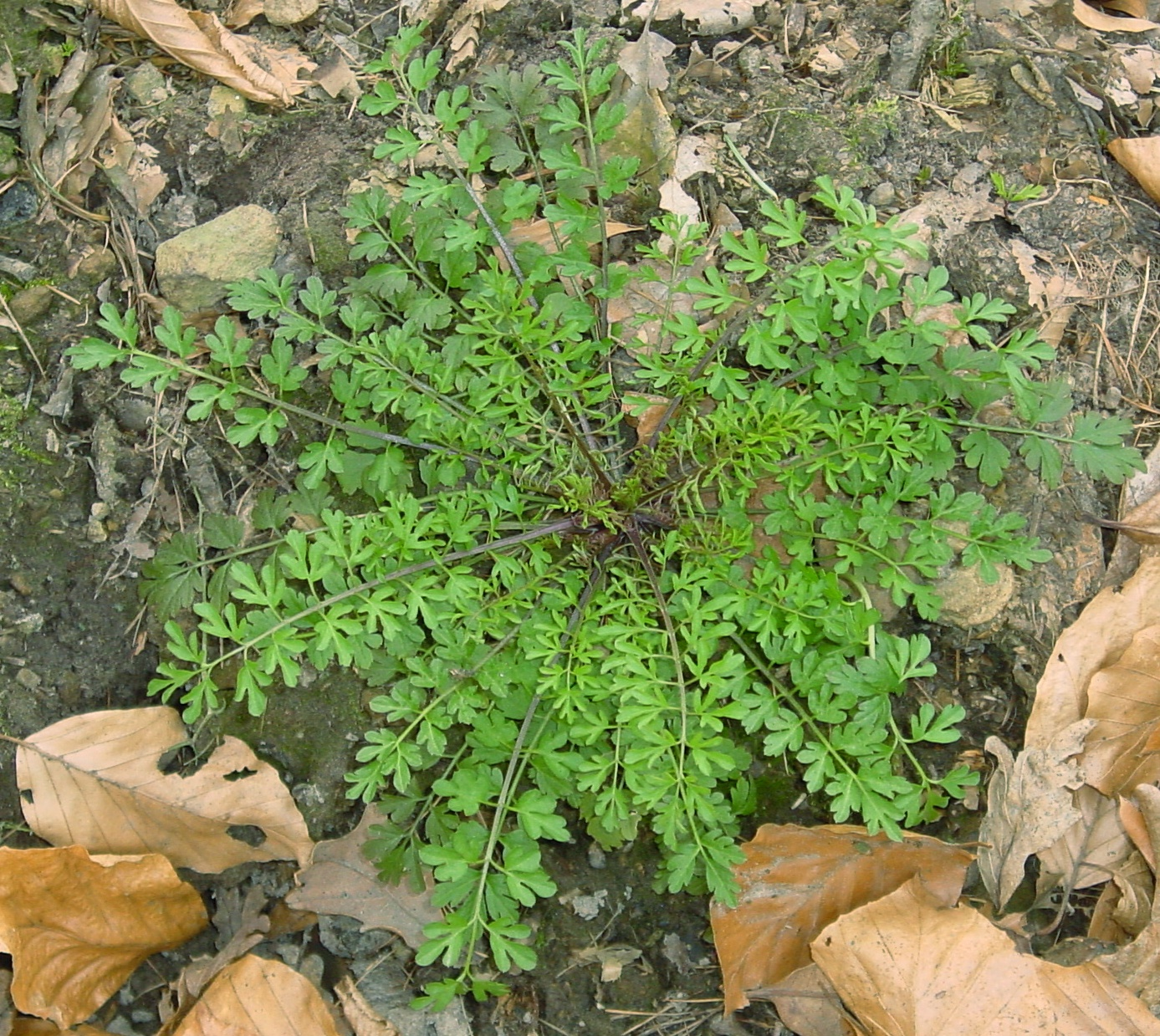
Bladrozet

De springzaadveldkers vormt in het eerste jaar een bladrozet. In het tweede jaar heeft de plant een rechtopgaande, kale, bovenaan vertakte stengel, en wordt 20-60 (85) cm hoog. De meer of minder gesteelde bladeren zijn oneven geveerd met vijf tot negen blaadjes. De 0,5 tot 2,5 cm lange, eironde tot lancetvormige blaadjes zijn aan de rand gewimperd. Het topblaadje is iets groter dan de andere blaadjes. De stengelbladeren hebben twee, spitse, pijlvormig stengelomvattende oortjes.
Springzaadveldkers bloeit van mei tot in juni met vuilwitte, 2-3 mm grote bloemen, die in een tros zitten. Vaak echter ontbreken de kroonbladen. De groene kelk is 1,5-2 mm groot en de kelkblaadjes hebben aan de top een witvliezige rand. De bloemsteel is 2-8 mm lang.
De 15-30 mm lange en 0,8-1,2 mm brede, rechtopstaande vrucht is een hauw. Bij aanraking van de rijpe hauw springt deze open, waardoor de zaden verspreid worden.

## Voorkomen
De soort komt van nature voor in Midden-Europa en Azië. Springzaadveldkers komt voor op natte tot vochtige, goed doorlatende, voedselrijke grond langs rivieroevers, in grienden en onder heggen.

## Namen in andere talen
De namen in andere talen kunnen vaak eenvoudig worden opgezocht met de interwiki-links.
- Duits: Spring-Schaumkraut
- Engels: Narrow-leaved Bittercress
- Frans: Cardamine impatiente